# Rodolfo Rivero Hernández
Rodolfo Rivero Hernández (Santa Cruz de Tenerife, 12 de maig de 1949) fou un futbolista canari de la dècada de 1970.
Es formà als clubs canaris Laurel, Victoria i al Real Unión de Tenerife. Va rebre el sobrenom del "talent", per la seva extraordinària qualitat com a jugador. L'any 1972 fou fitxat pel RCD Espanyol, amb qui debutà a primera divisió. La temporada 1973-74 fou cedit a la UE Sant Andreu, a segona divisió. La temporada següent fou fitxat pel Córdoba CF, on visqué la seva millor etapa amb quatre temporades consecutives a segona. Finalitzà la seva carrera novament al Real Unión de Tenerife.